# Comuna Axintele, Ialomița

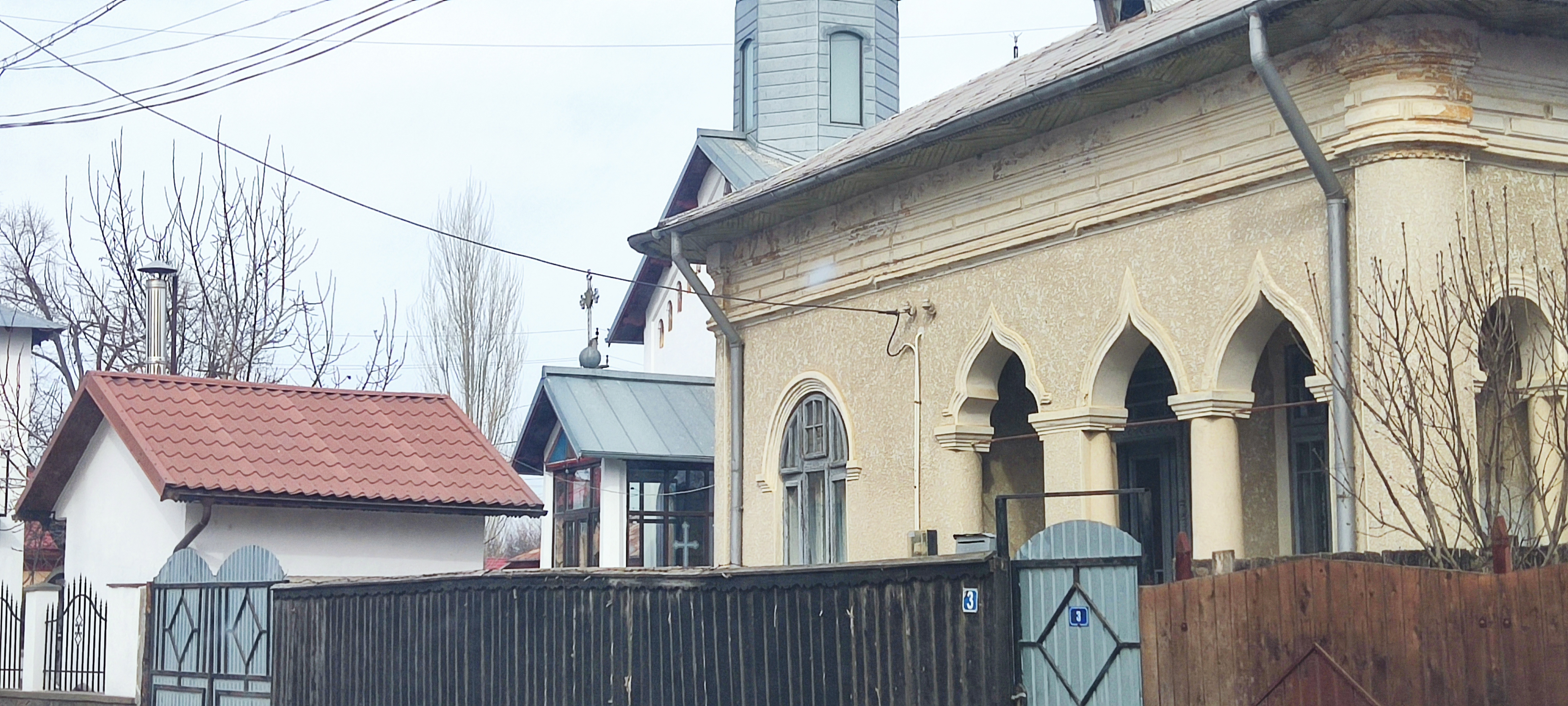
Casa cu influente fanariote

Axintele este o comună în județul Ialomița, Muntenia, România, formată din satele Axintele (reședința), Bărbătescu și Horia.

## Așezare
Comuna se află în sudul județului, pe malul drept al râului Ialomița, iar localitățile Axintele, Bratia și Bărbătescu sunt străbătute de șoseaua județeană DJ201 care merge paralel cu DN2A pe malul opus al râului, de la Coșereni dinspre vest până la Slobozia și mai departe la Țăndărei către est. Satul Horia se află în extremitatea sudică, aproape de județul Călărași, fiind legat de restul comunei și de orașul vecin Lehliu prin drumuri comunale.

## Demografie
Componența etnică a comunei Axintele
     Români (88,1%)
     Alte etnii (0,18%)
     Necunoscută (11,72%)
Componența confesională a comunei Axintele
     Ortodocși (88,05%)
     Alte religii (0,18%)
     Necunoscută (11,77%)
Conform recensământului efectuat în 2021, populația comunei Axintele se ridică la 2.218 locuitori, în scădere față de recensământul anterior din 2011, când fuseseră înregistrați 2.657 de locuitori. Majoritatea locuitorilor sunt români (88,1%), iar pentru 11,72% nu se cunoaște apartenența etnică. Din punct de vedere confesional, majoritatea locuitorilor sunt ortodocși (88,05%), iar pentru 11,77% nu se cunoaște apartenența confesională.

## Politică și administrație
Comuna Axintele este administrată de un primar și un consiliu local compus din 11 consilieri. Primarul, Dan Bălan[*], de la Partidul Social Democrat, este în funcție din 1 noiembrie 2024. Începând cu alegerile locale din 2024, consiliul local are următoarea componență pe partide politice:
|  | Partid                          | Consilieri | Componența Consiliului | Componența Consiliului | Componența Consiliului | Componența Consiliului | Componența Consiliului | Componența Consiliului |
|  | ------------------------------- | ---------- | ---------------------- | ---------------------- | ---------------------- | ---------------------- | ---------------------- | ---------------------- |
|  | Partidul Social Democrat        | 6          |                        |                        |                        |                        |                        |                        |
|  | Partidul Național Liberal       | 2          |                        |                        |                        |                        |                        |                        |
|  | Alianța pentru Unirea Românilor | 2          |                        |                        |                        |                        |                        |                        |
|  | Alianța Dreapta Unită           | 1          |                        |                        |                        |                        |                        |                        |

## Istorie
La sfârșitul secolului al XIX-lea, comuna făcea parte din plasa Câmpul a județului Ialomița și avea în compunere satele Axintele și Bărbătescu, cu 1317 locuitori. În comună funcționau o școală primară și o biserică zidită la 1823. Satul Horea, denumit pe atunci Vadu Pietros, făcea parte din comuna vecină Fundu-Crăsani din plasa vecină Ialomița-Balta a aceluiași județ.
În 1925, Anuarul Socec consemnează comuna Axintele cu satele Axintele și Bărbătescu în plasa Lehliu a aceluiași județ, și cu o populație de 1903 locuitori. Satul Horia devenise atunci reședința comunei, ce a căpătat numele Horia și avea în compunere satele Cărăușii, Crăsanii de Sus, Horia și Sălcioara. În 1931, comuna Horia a rămas doar cu satul de reședință.
În 1950, cele două comune au fost transferate raionului Lehliu din regiunea Ialomița și apoi (după 1952) din regiunea București. În 1968, la renunțarea la organizarea pe regiuni, ele au devenit parte a județului Ilfov, iar comuna Horia a fost desființată și inclusă în comuna Axintele. Un alt sat al comunei Axintele, apărut între timp și denumit Pârlitu, a fost botezat în 1964 Pandurii de Sus și în 1968 a fost desființat și inclus în satul Axintele. În 1981, după o reorganizare administrativă a regiunii, comuna Axintele a trecut la județul Ialomița.
Satul Bratia. Conform Dictionarului Enciclopedic Ilustrat - Editura Cartea Romaneasca - Fascicola VIII , Bratia era comuna rurala din judet Ialomita, plasa Lehliu. Astazi inclus in localitatea Axintele, satul Bratia a fost intemeiat in dreapta raului Ialomita, aflandu-se la inceputul secolului XIX intre satele Panduri si Acsintea. Catun o vreme, Bratia a intrat in anul 1864, odata cu aplicarea primei legi de organizare comunala, in cuprinderea comunei Frumusica, impreuna cu satul avand acelasi nume si cu Panduri. O vreme - la anii 1874-1876 - a trecut la comuna Panduri, apoi a revenit la Frumusica, de care a apartinut si la inceputul secolului XX. Ca asezare de sine statatoare, Bratia a disparut dupa anul 1968, fiind inclusa in Axintele. 
Mosia Bratiei a apartinut pe rand familiilor Nadaianu si Athanasiu, dupa anul 1921 fiind impropietariti acolo taranii localnici. Vremurilor trecute, dar si prezente, le apartine biserica Parohiei Bratia, cu hramul Sfanta Treime. Lacasul de cult se afla in mijlocul cimitirului, in dreapta drumului rutier Cosereni-Axintele, catre`coasta`. Biserica a fost ctitorita, potrivit pisaniei vechi, la anul 1844, de catre marele stolnic loan (lancu) Nadaianu si sotia acestuia, Anica Nadaianu.
La anul 1906, A.V. Ursescu mentiona anul 1836 pentru ridicarea bisericii din Bratia, ceea ce ar putea sa insemne momentul inceperii ctitoririi lacasului. Intrata in ruinare, biserica a fost reparata la anul 1903, prin grija proprietarilor de atunci ai mosiei Bratiei, Dumitru I. Athanasiu si sotia acestuia, Polixenia. Afectata de cutremurul din toamna anului 1940, a fost reparata cinci ani mai tarziu, prin staruintele preotului paroh Mihail Toma si ale protosinghelului Augustin Mateescu de la Cernica. Dupa ce mai fusese refacuta odata la anul 1906, pictura a fost restaurata si in anul 1945, de catre pictorii Vasile Blendea, elev al lui Dimitrie Paciurea,  si Marin Nitescu.
Alte reparatii s-au facut la anul 1960, la subzidire, iar in anul 1974 s-a refacut zugraveala in fresca, prin staruintele parohului Mihail Toma si talentul pictorilor St. Constantinescu si Marin Nitescu. Resfintirea s-a facut la 1 decembrie 1974 de catre Preasfintitul Roman lalomiteanul, episcop vicar al Arhiepiscopiei Bucurestilor. 
Biserica se infatiseaza ca un edificiu sala, cu un pridvor mai mic si mai scund decat restul bisericii; o singura turla, de tabla, octogonala si fara o baza, incununeaza incaperea pronaosului, in tinda, deasupra intrarii in pronaos, sunt fixate doua pisanii, cu texte pe placi de marmura. Cea mai veche, aflata la partea de sus, infatiseaza cu caractere de tranzitie, chirilice si latine, inscriptia: `ACEASTA SFANTA SI DUMNEZEIASCA BISERICA/ LA CARE SE PRAZNUIESTE HRAMUL SFINTEI TROITE  ESTE ZIDITA DIN TEMELIE SI INFRUMUSETATA PRECUM SE VEDE, DE DUMNEA LUI IOAN NADAIANU VELSTOLNIC  SI DE IUBITA DUMNEALUI SOTIE ANICA, PENTRU A DUMNEALOR VECINICA POMENIRE. ANUL DE LA HR. 1844, AUG. 15`.
Mai jos de aceasta s-a fixat la anul 1903 pisania noua, avand textul sapat in marmura si literele vopsite argintiu:
`ACEASTA SFANTA BISERICA RUINANDU-SE  S'A RECONSTRUIT IN IULIE 1903 DE/ PROPRIETARUL MOSIEI BRATIA DUMITRU I. ATHANASIU SI SOTIA POLIXENIA`.     
In apropierea bisericii, se pastreaza inca mai multe cruci de secol XIX si cavoul parintelui paroh Mihail Toma(fost detinut politic in anii de urgie ai regimului comunist, in lagarele de munca fortata de la Canalul Dunare-Marea Neagra) si a preotesei Lucretia Toma.

## Monumente istorice
În comuna Axintele se află situl arheologic de „la Cetate” din satul Axintele, clasificat ca sit arheologic de interes național. El cuprinde așezări fortificate din Epoca Bronzului târziu (secolul I î.e.n.–secolul I e.n.) și perioada Latène. În afara acestuia, alte două obiective din comună sunt incluse în lista monumentelor istorice din județul Ialomița ca monumente de interes local. Unul este un alt sit arheologic aflat „la Vie”, tot în satul Axintele și cuprinde o așezare medievală timpurie din secolele al IX-lea–al XI-lea. Celălalt este clasificat ca monument funerar sau memorial — și este compus din cinci cruci de hotar, aflate două la casa Petrache Lucian, două la casa Cană Elena și una la casa Matache Alexandru.

## Personalități născute aici
- Aneta Mihaly (n. 1957), canotoare.